# Cicéro (unité)

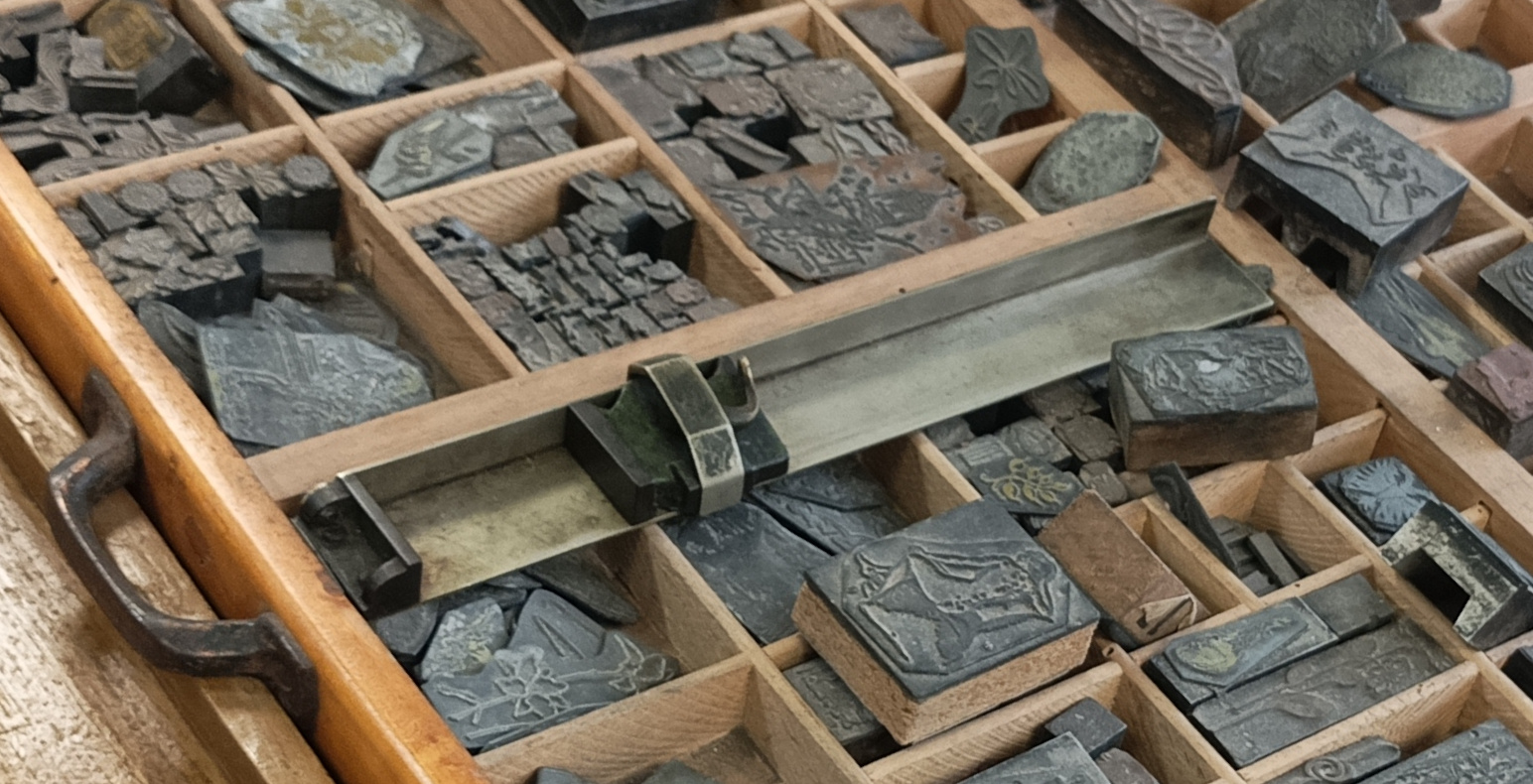
Ensemble de matériel d'une ancienne imprimerie comprenant un typomètre pouvant mesurer les cicéros

Le cicéro est une unité de mesure typographique française largement utilisée en Europe entre le milieu du XVIIIe siècle et la fin du XXe siècle. Elle vaut 1/72 pied du roi, soit 12 points Didot, c'est-à-dire environ (12 × 0,376 =) 4,512 mm.
Le cicéro est aussi appelé douze, abrégé en dz.
Depuis l'informatisation de l'imprimerie par la publication assistée par ordinateur, l'unité cicéro est mondialement remplacée par son équivalent anglais le pica, d'environ un seizième plus petite, soit (304,8 ÷ 72 =)  4,2333 mm.
À l'origine, la taille ou corps typographique des caractères n'était pas définie en points comme aujourd'hui, mais par des noms désignant chaque format. Cicero, d'après l'auteur latin Cicéron, représentait le corps habituel de l'édition de textes. Comme celui-ci équivaut à peu près à un corps de douze points Didot, c'est le nom qui a été conservé comme unité. Le nom viendrait de l’édition d’Ad familiares, de Cicéron, publiée par les imprimeurs Arnold Pannartz et Konrad Sweynheim en 1468. D’autres sources font état d’un hypothétique imprimeur romain du XVe siècle nommé Hans Ulrich Cicero, qui peut être Ulrich Hahn, imprimeur d’abord compagnon, puis concurrent des précédents et lui aussi éditeur de Cicéron.
C'est Fournier le Jeune qui, le premier, vers 1737, prit l'initiative de la création d'une unité de mesure typographique. Mais cette unité arbitraire ne correspondait pas aux mesures de l'époque et, plus tard, vers 1775, François-Ambroise Didot apporta une modification en créant le point typographique qui porte son nom et qui était en usage dans les pays d'Europe continentale jusqu'aux années 1980. En effet, la toise royale se subdivisait en 6 pieds de roi, le pied en 12 pouces, le pouce en 12 lignes et la ligne en 12 points du roi. Un cicéro équivalait à vingt-quatre de ces points, soit 1/72 pied du roi. Le système duodécimal, alors en usage, fut tout naturellement adopté pour les calculs typographiques. Pour faciliter les calculs, le typographe doit avoir une connaissance parfaite de la table de multiplication par 12 (au moins jusqu'à 12 × 12), complément indispensable des notions élémentaires acquises à l'école.
Combattu lors de l'introduction du système métrique, il survécut, car le matériel existant déjà dans les imprimeries était trop important pour envisager son remplacement. Le nombre 12 présente d'ailleurs l'avantage d'une divisibilité par 2, 3, 4 et 6, tandis que 10 n'est divisible que par 2 et par 5.
Théoriquement, la taille du cicéro est (125 000 ÷ 27 706 =) 4,511658125 millimètres. Dans la pratique les producteurs de matériel en imprimerie adoptèrent la valeur exacte de 376 μm pour un point Didot, soit 4,512 mm exactement le cicéro. La différence d'environ 0,0076 % plus grand est — et ceci de loin — en dessous des tolérances industrielles d'usinage imposées, voire atteignables.